# Hattersheim am Main
Hattersheim am Main är en stad i Main-Taunus-Kreis i Regierungsbezirk Darmstadt i förbundslandet Hessen i Tyskland. Kommunen bildades 1 augusti 1972 genom en sammanslagning av de tidigare kommunerna  Hattersheim, Okriftel och Eddersheim i den nya staden Hattersheim. Namnet ändrades till det nuvarande 1 januari 1978.